# رودريغو دورادو
رودريغو دورادو (بالبرتغالية: Rodrigo Dourado Cunha‏) (17 يونيو 1994 البرازيل - ) هو لاعب كرة قدم برازيلي، يلعب كلاعب وسط، شارك في كرة القدم في الألعاب الأولمبية الصيفية 2016.

## روابط خارجية
- رودريغو دورادو على موقع الاتحاد الدولي (مؤرشف)  (الإنجليزية)
- رودريغو دورادو على موقع قاعدة بيانات كرة القدم.إي يو (الإنجليزية)
- رودريغو دورادو على موقع ليكيب (الفرنسية)
- رودريغو دورادو على موقع Soccerway.com (الإنجليزية)
- رودريغو دورادو على موقع عالم كرة القدم.نت (الإنجليزية)
- رودريغو دورادو على موقع اللجنة الأولمبية الدولية (الإنجليزية)
- رودريغو دورادو على موقع أوليمبيديا (الإنجليزية)
- رودريغو دورادو على موقع اللجنة الأولمبية البرازيلية (البرتغالية)
- رودريغو دورادو على موقع AS.com (الإسبانية)